# Мост через Амурский залив
Мост через Амурский залив — низководный мост во Владивостоке, соединяющий полуостров Де-Фриз и полуостров Муравьёва-Амурского в районе микрорайона Седанка и являющийся частью автотрассы «пос. Новый — п-ов Де-Фриз — станция Седанка — бухта Патрокл».

## Параметры моста

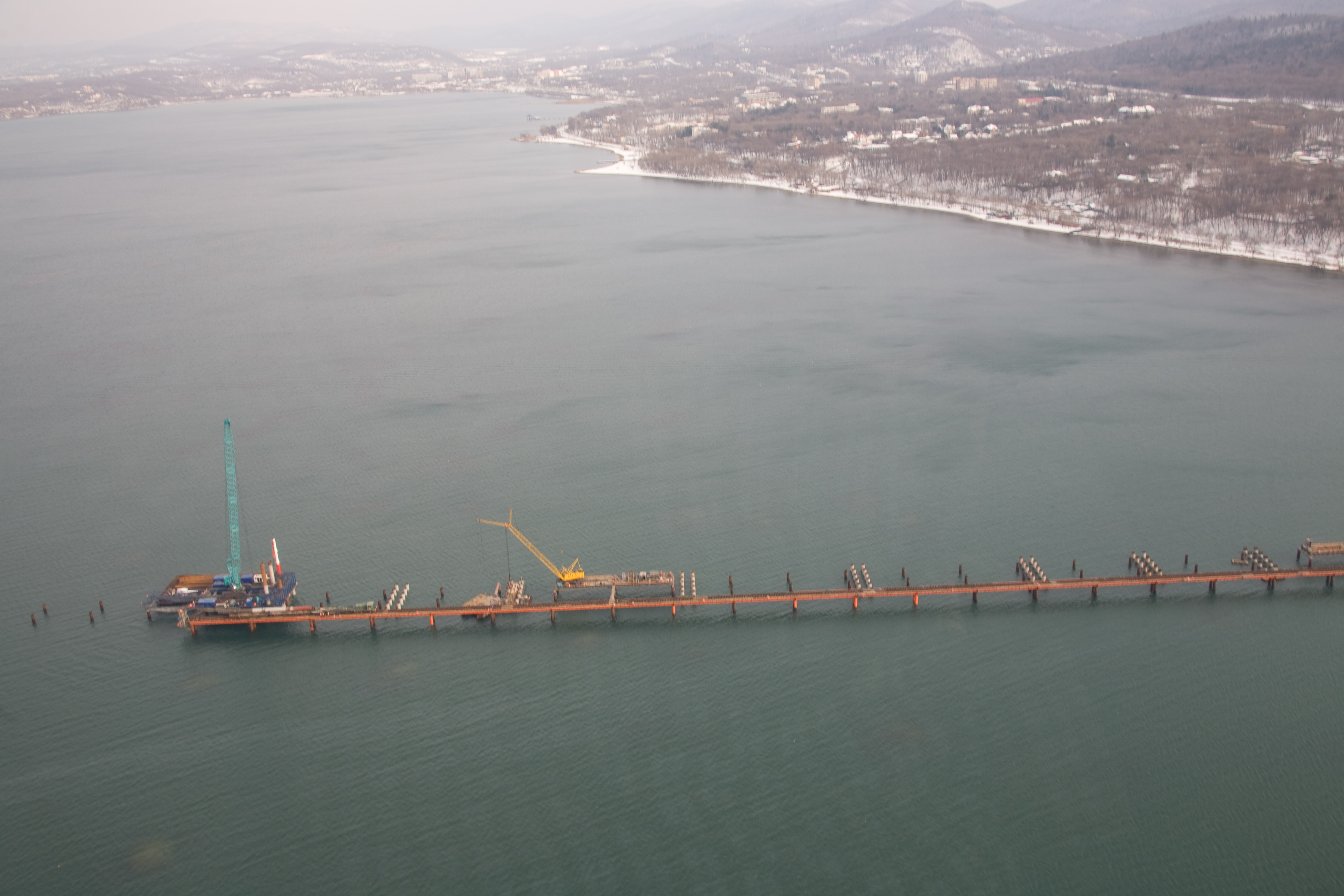
Строительство моста (2010)

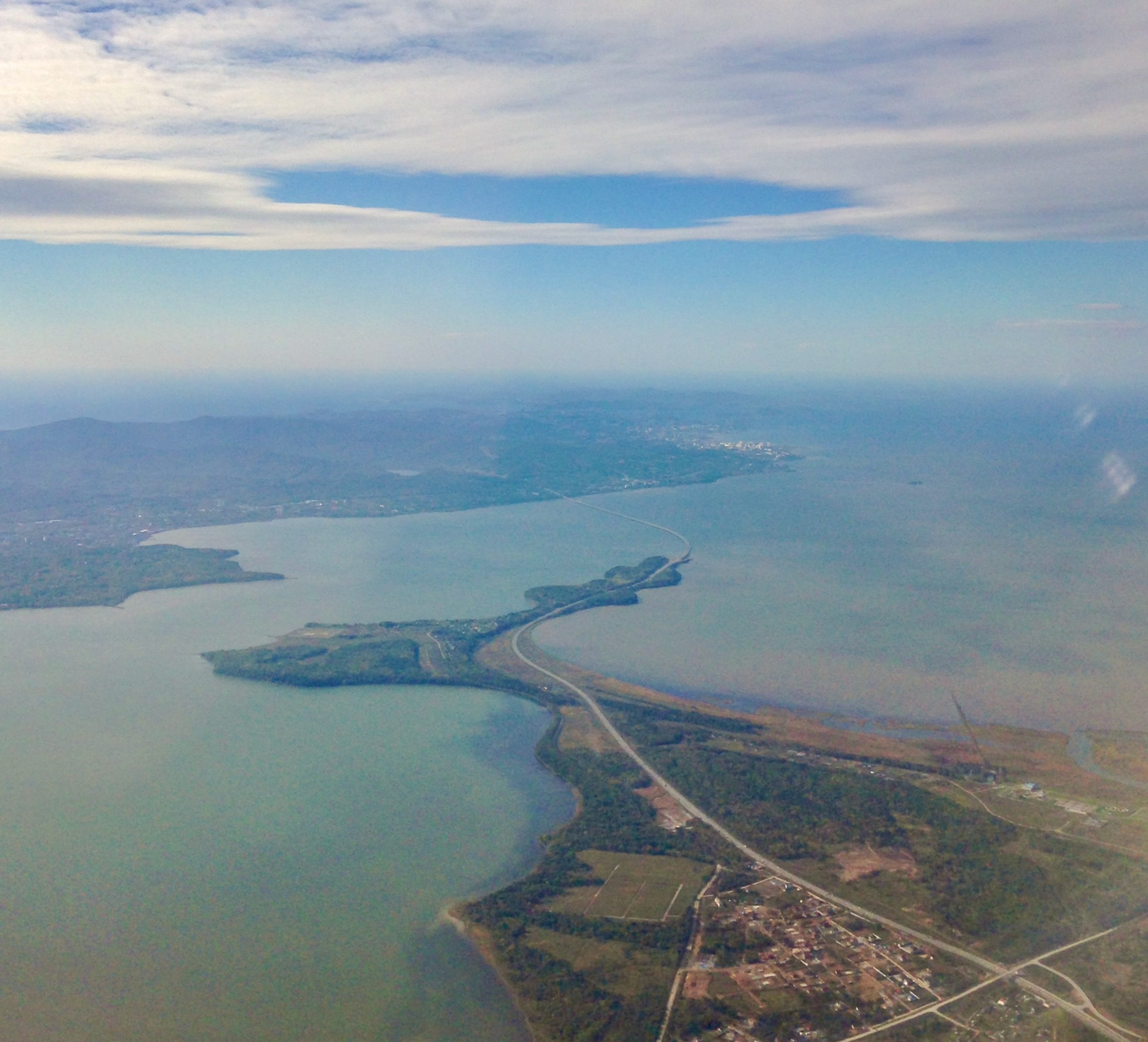
Вид с высоты (2015)

- Протяжённость моста составляет 4364 метра.
- Число полос движения — 4
- Транспортная развязка в двух уровнях — 1
- Расчётная скорость движения — 90 км/час[1].

Четырёхполосная магистраль стала альтернативным выездом из города. На мосту реализована система освещения нового типа — установлено порядка 260 светодиодных светильников типа RGL-180 производства GreenEC.

## История проекта
Строительство моста было начато в ноябре 2009 года в рамках подготовки к саммиту АТЭС во Владивостоке 2012. Генеральным подрядчиком выступила строительная компания «Тихоокеанская мостостроительная компания». Торжественное открытие и сдача сооружения в эксплуатацию состоялись 11 августа 2012 года.